# 小行星9189
小行星9189（英語：9189 Holderlin）是一颗围绕太阳公转的小行星。1991年9月10日，佛蒙特·伯根在陶腾堡发现了此天体。
这颗小行星的绝对星等为279.4188213622707等。